# ارنست گونتر
ارنست گونتر (سوئدی: Ernst Günther؛ ‏ ۳ ژوئن ۱۹۳۳ – ۸ دسامبر ۱۹۹۹) بازیگر اهل سوئد بود.
از فیلم‌ها یا سریال‌های تلویزیونی که وی در آن نقش داشته‌است، می‌توان به  فانی و الکساندر، بهترین نیات، قلاب‌سنگ، آخرین رقص، اوکه و دنیای او، آوگوست استریندبری: یک عمر و راه افعی اشاره کرد.